# Billdal
Billdal este un oraș în Suedia.

## Demografie
| \| Evoluția demografică a zonei urbane Billdal, 1970–2015 \| Evoluția demografică a zonei urbane Billdal, 1970–2015 \| Evoluția demografică a zonei urbane Billdal, 1970–2015 \| Evoluția demografică a zonei urbane Billdal, 1970–2015 \| Evoluția demografică a zonei urbane Billdal, 1970–2015 \| \| --------------------------------------------------------------------------------------- \| ------------------------------------------------------ \| ------------------------------------------------------ \| ------------------------------------------------------ \| ------------------------------------------------------ \| \| An \| \| \| Locuitori \| \| \| 1970 \| 1970 \| \| 479 \| 479 \| \| 1975 \| 1975 \| \| 2.675 \| 2.675 \| \| 1980 \| 1980 \| \| 2.845 \| 2.845 \| \| 1990 \| 1990 \| \| 7.333 \| 7.333 \| \| 1995 \| 1995 \| \| 8.403 \| 8.403 \| \| 2000 \| 2000 \| \| 9.053 \| 9.053 \| \| 2005 \| 2005 \| \| 9.674 \| 9.674 \| \| 2010 \| 2010 \| \| 10.289 \| 10.289 \| \| 2015 \| 2015 \| \| 14.874 \| 14.874 \| \| Sursa: SCB - Statistika Centralbyrån, Folkmängden per tätort. Vart femte år 1960 - 2016 \| \| \| \| \| |      |  |           |        |
| Evoluția demografică a zonei urbane Billdal, 1970–2015 |      |  |           |        |
| An |      |  | Locuitori |        |
| 1970 | 1970 |  | 479       | 479    |
| 1975 | 1975 |  | 2.675     | 2.675  |
| 1980 | 1980 |  | 2.845     | 2.845  |
| 1990 | 1990 |  | 7.333     | 7.333  |
| 1995 | 1995 |  | 8.403     | 8.403  |
| 2000 | 2000 |  | 9.053     | 9.053  |
| 2005 | 2005 |  | 9.674     | 9.674  |
| 2010 | 2010 |  | 10.289    | 10.289 |
| 2015 | 2015 |  | 14.874    | 14.874 |
| Sursa: SCB - Statistika Centralbyrån, Folkmängden per tätort. Vart femte år 1960 - 2016 |      |  |           |        |